# Patrick De Groote
Pour les articles homonymes, voir De Groote.
Patrick J.B. De Groote, né le 13 octobre 1958 à Bruges est un homme politique belge flamand, membre de la N-VA.
Il est instituteur.

## Fonctions politiques
- Conseiller communal d'Oostkamp.
- Député fédéral :
  - du 30 juillet 2004 au 10 juin 2007, en remplacement de Geert Bourgeois, nommé ministre flamand.
  - du 31 décembre 2008 au 12 mai 2010, en remplacement de Stefaan De Clerck, nommé ministre de la Justice.
- Sénateur :
  - depuis le 6 juillet 2010 au 25 mai 2014, en remplacement de Bart De Wever, qui devient sénateur de communauté.